# Gaucelmus strinatii
Gaucelmus strinatii là một loài nhện trong họ Nesticidae.
Loài này thuộc chi Gaucelmus. Gaucelmus strinatii được Paolo Marcello Brignoli miêu tả năm 1979.